# Ekoparken
Ekoparken – pierwszy na świecie miejski park narodowy, leżący na terenie miasta Sztokholm, gminy Solna oraz wyspy Fjäderholmarna w gminie Lidingö.
Poniższa tabela podaje szczegółowe informacje dotyczące powierzchni parku oraz populacji zamieszkującej tereny wchodzące w skład Ekoparken.
| Gmina     | Ziemia w km² | Jeziora w km² | Morze w km² | Łącznie w km² | Populacja | Gęstość zaludnienia na km² |
| --------- | ------------ | ------------- | ----------- | ------------- | --------- | -------------------------- |
| Sztokholm | 13,04        | 0,13          | 4,34        | 17,51         | 14,215    | 811,82                     |
| Solna     | 5,81         | 0             | 1,69        | 7,50          | 7,550     | 1006,67                    |
| Lidingö   | 0,2          | 0             | 1,25        | 1,38          | 3         | 2,19                       |
| Łącznie   | 18,97        | 0,13          | 7.,8        | 26,39         | 21,768    | 825,17                     |

Łączna powierzchnia parku wynosi ponad 26 km², na których mieszka 21 768 osób.

## Galeria
|  |  |  |  |